# Casa de Cultură a Sindicatelor din Ploiești

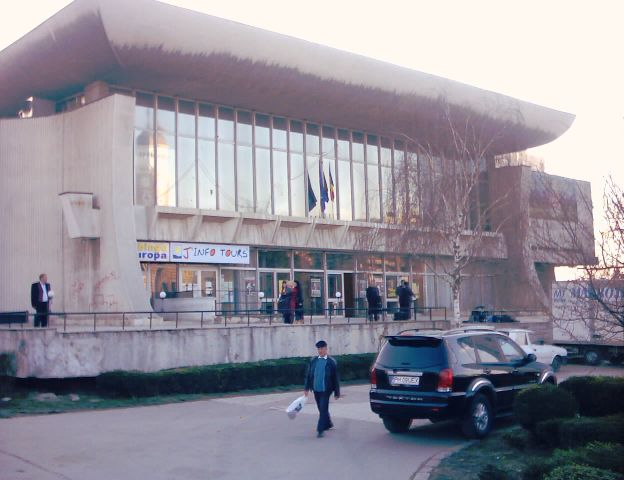
Casa de Cultură a Sindicatelor

Lucrarea, concepută în mai 1968, a fost executată după planurile arhitectului Gheorghe Dorin de T.C.M. Prahova, și s-a încheiat în mai 1972. Ea a găzduit numeroase întruniri politice sau culturale, simpozioane și conferințe, spectacole, patronează Ansamblul folcloric „Chindia”, Cenaclul Plastic „Pastel”, a activat Corala "Ioan Cristu Danielescu", cercuri literare, de balet etc.
Este o construcție modernă, caracterizată prin simplitate și concepută pe orizontală; impresionează prin fațada vastă, toată de sticlă, desparțită printr-un rând de mari casete albe, în două registre inegale. În stânga, fațada se marginește cu un mare zid alb, care se retrage curb și canelat, iar la dreapta cu două corpuri paralelpipedice suprapuse. Scările largi și copertina vastă de beton, ca și esplanada din față desăvârșesc ansamblul, astăzi în bună măsura estompat de clădirile mult mai înalte din jur.
Interiorul are două mari holuri, o elegantă sală de spectacole cu 600 de locuri, o sală de conferințe cu 200 de locuri, vestiare, sală de sport la subsol, săli pentru cercuri și formații, bibliotecă, hol pentru bar. 
În 2007 s-au aniversat 35 de ani de la inaugurare. [nefuncțională]